# Полицейская делает карьеру
«Полицейская делает карьеру» (итал. La poliziotta fa carriera) — итальянская сексуальная комедия 1976 года режиссёра Микеле Массимо Тарантини.
Первый фильм трилогии с Эдвиж Фенек в роли полицейской Джианны Амикуччи: «Полицейская в отделе нравов» и «Полицейская в Нью-Йорке».
Часто рассматривается как тетралогия — как неофициальное продолжение фильма «Полицейская» (снятого другим режиссёром и с другой актрисой), но при той же теме в фильмах Тарантини секс и нагота становятся более явными, а серьёзность уступает фарсу и пародии на жанр «poliziottesco».
Рецензентами неоднократно отмечалось, что по характеру тетралогии это своего рода итальянский предшественник «Полицейской академии».

## Сюжет
Джианна Амикуччи (Эдвиж Фенек), дочь портье, мечтает стать офицером полиции. Она страсть как любит читать детективные романы, она шпионит за своими соседями и читает их почту, надеясь наткнуться на преступление. Да и её жених Чече уже служит в полиции — и она недовольна его высокомерием. После окончания школы она подаёт заявление в полицию, что вроде бы невозможно, но поскольку в неё влюблён сын комиссара полиции Альберто Моретти, её зачисляют в академию, куда поступает и Альберто, и она даже как-то сдаёт выпускной экзамен.
Джианну назначают в участок капитана Антинори, где ей поручают элементарные дела, и тут, из-за её буйного энтузиазма и чрезвычайного рвения всё идёт не так — одна проблема за другой: бесстрашная и неугомонная она сеет хаос в участке, и, к головной боли своего начальства, умудряется непонятным образом «находить» уголовные дела.
Очаровательная и дерзкая, преданная делу, компенсируя свою недостаточную квалификацию повышенной готовностью к работе и, конечно, красотой, Джианна на пути признания пройдёт через множество нелепых неудач и фарсовых ситуаций, но сумеет завоевать уважение коллег и преодолеть насмешки своего ревнивого жениха.
И только ей, с её сентиментальностью и обострённым чувством справедливости, есть дело до маленького мальчика, потерявшего маму, что неожиданно приведёт её к раскрытию сети наркоторговцев, и она добьётся ареста неуловимого главаря, даже если ей придётся выдавать себя за проститутку, чтобы получить доказательства, и в итоге получит повышение.

## В ролях
- Эдвиж Фенек — Джианна Амикуччи
- Джиджи Баллиста — начальник полиции Моретти
- Марио Каротенуто — капитан Антинори, начальник участка
- Альваро Витали — Альваро Тралло
- Мишель Гаммино — Чече, жених Джианны
- Франческо Муле — Альфредо Амикуччи, отец Джианны
- Джузепе Памбиери — Альберто Моретти, поклонник Джианны
- Риккардо Гарроне — Федерико Инноченти
- Нелло Пазафини — сутенёр
- Джанфранко Д’Анджело — достопочтенный Маннелло
- и другие